# Circonscriptions législatives de la Lettonie
Les circonscriptions législatives lettones sont des divisions de territoire dans lesquelles sont élus les députés de la Saeima.
| N° | Circonscription | Sièges |
| -- | --------------- | ------ |
| 1  | Riga            | 28     |
| 2  | Vidzeme         | 26     |
| 3  | Latgale         | 17     |
| 4  | Zemgale         | 15     |
| 5  | Kurzeme         | 6      |